# Айхгорн, Генрих
Ге́нрих Айхгорн (1798, Нюрнберг — 1832, Берлин) — германский врач-дерматолог и медицинский писатель.

## Биография
Изучал медицину в Гёттингене, в 1822 году получил там докторскую степень. После этого преподавал дерматологию в Гёттингенском университете, в 1830 году получил учёное звание приват-доцента.

## Основные работы
- «Bemerkungen über die Anatomie und Physiologie der äußeren Haut des Menschen» (1827);
- «Neue Entdeckungen über die prakt. Verhütung der Menschenblattern bei Vaccinirten und in der empirischen Patho-physiol. der Pocken» (Лейпциг, 1829);
- «Handbuch über die Behandl. und Verhütung der contgiös-fieberhaften Exantheme,… nach den Grundsätzen der empir. Pathophysiologie» (Берлин, 1831).